# تأثير سيلفيا بلاث

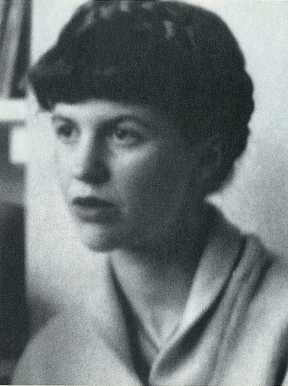
سيلفيا بلاث

تأثير سيلفيا بلاث (بالإنجليزية: Sylvia Plath effect)‏ هي ظاهرة تعرُّض الشعراء أكثر من غيرهم من الكتاب الإبداعيين للاضطراب النفسي. صاغ هذا المصطلح عالم النفس الأمريكي جيمس كاوفمان سنة 2001، الذي أشار أيضًا إلى أن الشاعرات من النساء أكثر عرضة للاضطراب النفسي من غيرهن من النساء البارزات كالسياسيات والممثلات والفنانات.
سُمي هذا التأثير نسبة إلى الشاعرة سيلفيا بلاث، التي انتحرت في الثلاثين من عمرها في 11 فبراير 1963، حيث وُجدت ميتة بتسمم أحادي أكسيد الكربون في مطبخ منزلها بعد أن سدت منافذ الأبواب المؤدية من المطبخ إلى حيث ينام أطفالها بفوط مبللة ووضعت رأسها في الفرن.

## كاتبات
- آن سكستون
- سارة تيزدايل
- سارة كين
- فرجينيا وولف
- مارينا تسفيتايفا

## كُتّاب
- آرثر كوستلر
- إرنست همينغوي